# Urophonius mahuidensis
Espèce
Urophonius mahuidensis est une espèce de scorpions de la famille des Bothriuridae.

## Distribution
Cette espèce est endémique de la province de Buenos Aires en Argentine. Elle se rencontre dans la Sierra de la Ventana et le Système de Tandilia.

## Description
Le mâle holotype mesure 32,27 mm et la femelle 34,62 mm.

## Étymologie
Son nom d'espèce, composé de mahuid[a] et du suffixe latin -ensis, « qui vit dans, qui habite », lui a été donné en référence au lieu de sa découverte, mahuida.

## Publication originale
- Maury, 1973 : Los escorpiones de los sistemas serranos de la Provincia de Buenos Aires. Physis Buenos Aires, sér. C, vol. 32, no 85, p. 351–371.